# Cyrtinus acunai
Cyrtinus acunai es una especie de escarabajo longicornio del género Cyrtinus, tribu Cyrtinini, orden Coleoptera. Fue descrita científicamente por Fisher en 1935.

## Descripción
Mide 2,3-3,1 milímetros de longitud.

## Distribución
Se distribuye por Cuba.